# Hans Behlendorff
Hans Behlendorff, född 13 augusti 1889 i Allenstein i Ostpreussen död 16 mars 1961 i Baden-Baden. Tysk militär. Han befordrades till generalmajor 1938 och till general i artilleriet 1941. Erhöll Riddarkorset av järnkorset 1941.

## Befäl
- 34. Infanterie-Division juli 1939 – december 1941. 
  - Under den perioden var han intagen ca sex månader på sjukhus som svårt skadad.
- LXXXIV. Armeekorps maj 1942 – april 1943
- överbefälhavarens reserv och han lämnade sin befattning i december 1944.